# Карасайський сільський округ (Аккольський район)
Караса́йський сільський округ (каз. Қарасай ауылдық округі, рос. Карасайский сельский округ) — адміністративна одиниця у складі Аккольського району Акмолинської області Казахстану. Адміністративний центр — село Кина.
Населення — 1044 особи (2021; 1852 у 2009, 3210 у 1999, 4416 у 1989).
Станом на 1989 рік існували Іскрівська сільська рада (село Іскри) та Одеська сільська рада (село Степок) Аккольського району, а також Мінська сільська рада (села Ажибай, Комей, Мінське, селища Мінське ХПП, Селети) та Степногорська сільська рада (село Степногорське) Селетінського району. З 1993 рік — Іскрівський сільський округ (села Іскра, Підстанція, Степок) та Мінський сільський округ (села Ажибай, Комей, Мінське, Селета, Степногорське, Хлібоприйомне). Села Комей та Підстанція були ліквідовані 2001 року, село Ажибай — теж 2001 року. 2009 року частина Мінського сільського округу (села Мінське, Хлібоприйомне) була приєднана до Іскрівського, а частина (село Степногорське) — до Богембайського сільського округу Степногорської міської адміністрації. Тоді ж були ліквідовані села Селета та Хлібоприйомне. Того ж 2009 року Іскрівський сільський округ отримав сучасну назву.

## Склад
До складу округу входять такі населені пункти:
| Населений пункт     | Старі назви  | Населення, осіб (1989) | Населення, осіб (1999) | Населення, осіб (2009) | Населення, осіб (2021) |
| ------------------- | ------------ | ---------------------- | ---------------------- | ---------------------- | ---------------------- |
| Ажибай, село        | -            | 57                     | 0                      | -                      | -                      |
| Карасай, село       | Степок       | 1218                   | 861                    | 497                    | 199                    |
| Кина, село          | Іскра, Іскри | 1667                   | 1266                   | 859                    | 591                    |
| Комей, село         | -            | 19                     | 0                      | -                      | -                      |
| Підстанція, село    | -            | -                      | 0                      | -                      | -                      |
| Сазди-булак, село   | Мінське      | 1351                   | 1054                   | 472                    | 254                    |
| --Селета, село      | Селети       | 60                     | 0                      | 24                     | -                      |
| Хлібоприйомне, село | Мінське ХПП  | 44                     | 29                     | -                      | -                      |